# William Hunt Painter
William Hunt Painter (16. července 1835 Aston – 12. října 1910 Shrewsbury) byl britský botanik, který významně přispěl svým výzkumem flóry v hrabství Derbyshire. Byl nadšeným sběratelem rostlinných exemplářů a také byl členem Botanical Exchange Clubu. Roku 1889 vydal první publikaci o derbyshirské flóře.

## Život

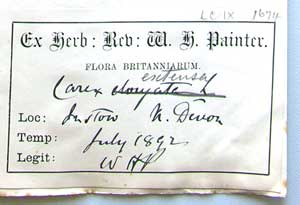
Etiketa z Painterova herbáře

William Hunt Painter se narodil 16. července 1835 v Astonu, blízko Birminghamu, jako nejstarší syn Williama, obchodníka s galanterním zbožím, a jeho ženy Sarah. Svou kariéru začal v oblasti bankovnictví, jako úředník, poté se přidal k anglikánské církvi. V roce 1861 pobýval v Chelsea, kde asistoval při kázáních. Painter navštěvoval Islingtonskou misijní kolej a očekával, že bude Církevní misijní společností poslán do zahraničí, ale skončil jako vikář v Barbonu na severozápadě Anglie. Zde potkal Roberta Wooda, který ho přivedl k botanice.
Roku 1865 se stal Painter vikářem ve městě High Wycombe, kde se setkal s Jamesem Brittenem. Ten právě pracoval na herbáři pro Královské botanické zahrady v Kew. Navzdory Brittenově katolické víře spolu vycházeli a sdíleli své botanické zájmy. V roce 1871 se Painter oženil s Jane Stampsovou. O deset let později žili v Bedminsteru.
V roce 1881 publikoval studii zaměřenou na flóru v Derbyshiru a o osm let později k ní přidal ještě doplňující poznámky. Tyto spisy byly základem pro Painterovo dílo Contributions to the Flora of Derbyshire, které bylo posouzeno bryologem Jamesem Eustacem Bagnallem. Painter publikoval doplňky ke své práci ve spisech nazvaných The Naturalist.
Roku 1891 byl vikářem v obci Biddulph ve Staffordshiru. Pak byl v roce 1894 jmenován farářem v Stirchley. Fara byla pro jeho příjezd zmodernizována, ale jeho pobyt zde je připomínán kvůli jeho péči o kostel a další budovy.
Zatímco Painter pobýval na jaře 1898 v Falmouthu, zabýval se studiem mechů, které byly od té doby hlavním objektem jeho zájmů. Díky cestování a zkoumáním byl na počátku 20. století schopný psát o meších v Derbyshiru, Breconu, Falmouthu a Cardiganshiru. Do roku 1909, kdy byly jeho botanické a geologické exempláře umístěny na univerzitě v Aberystwyth, zůstal v Stirchley a zbytek života strávil v Shrewsbury. Zemřel 12. října 1910 a byl pohřben v kostele v Stirchley.
| „                                       | Anglikánská církev ztratila věrného a obětavého pastora, který vždy udržoval a hájil své protestantské zásady. | “ |
| — Úryvek z projevu na Painterově pohřbu | |   |

Svými sbírkami Painter obohatil expozice mnoha institucí napříč Velkou Británií. Herbář sice věnoval Aberystwythské univerzitě, ale další významné exempláře, které za svůj život nasbíral, jsou nyní také v Kew, Oxfordu, Cardiffu, Ústavu botaniky v Aberdeenu, Muzeu přírodní historie v Londýně, na Birminghamské univerzitě, univerzitě v Glasgow, v Národní botanické zahradě v Dublinu, Derbském muzeu a umělecké galerii, Hancockově muzeu v Newcastelu a v Manchesterském muzeu.

## Fumaria painteri
Painter byl nadšený sběratel rostlinných exemplářů a také člen Botanical Exchange Clubu. Na Britských ostrovech je málo jedinečných rostlinných druhů, tzv. endemitů. Jedním z nich je pravděpodobně Fumaria painteri, neboli zemědým Painterův, který byl objeven jen dvakrát (v letech 1905 a 1907) a v obou případech právě Williamem Huntem Painterem. Výzkum v roce 2006 stanovil, že byl objeven nový druh, ale experti s identifikací nesouhlasili. Rostliny tohoto popisu nejsou výjimečné, jelikož se přirozeně objevují hybridy, ale je otázka, jestli jsou objevené druhy plodné či jen sterilní hybridy.